# William Allen Young
William Allen Young (* Januar 1954 in Washington, D.C., Vereinigte Staaten) ist ein US-amerikanischer Schauspieler und Regisseur.

## Karriere
Seine erste Schauspielrolle hatte Young im Jahre 1979 im Muhammad-Ali-Film Freedom Road. In den 1980er Jahren folgten Nebenrollen in den Kinofilmem wie The Day After – Der Tag danach (1983), Das Messer (1985), Wisdom – Dynamit und kühles Blut (1986), Lock Up – Überleben ist alles (1989) sowie diverse Cameos in TV-Serien. 1987 spielte er die Hauptrolle in der kurzlebigen Fernsehserien Mariah. In den 1990ern folgten größere Rollen in Serien wie Unter der Sonne Kaliforniens, Matlock und Moesha.